# Vanneaugobius pruvoti
Vanneaugobius pruvoti é uma espécie de peixe da família Gobiidae e da ordem Perciformes.

## Morfologia
- Os machos podem atingir 3,9 cm de comprimento total.[5][6]

## Habitat
É um peixe marítimo, de clima subtropical e demersal que vive entre 60–270 m de profundidade.

## Distribuição geográfica
É encontrado nas Ilhas Canárias (Grã Canária e Tenerife) e nas Ilhas Baleares.

## Observações
É inofensivo para os humanos.